# Margarodes formicarum
Margarodes formicarum är en insektsart som beskrevs av Lansdowne Guilding 1829. Margarodes formicarum ingår i släktet Margarodes och familjen pärlsköldlöss. Inga underarter finns listade i Catalogue of Life.